# Daqing Stadium
Het Daqing Stadium is een overdekte kunstijsbaan in Daqing in de Volksrepubliek China. De ijsbaan is gelegen in het Daqing Olympic Park. De ijsbaan is gebouwd door de CTC Group, die eerder de ijsbaan van Changchun bouwde.
Het ijsstadion werd in 2014 geopend en is een van de zes overdekte kunstijsbanen van China. De vijf andere banen liggen in Changchun, Harbin, Shenyang, Ürümqi en Qiqihar. Er zijn nog geen internationale wedstrijden gehouden, wel wedstrijden voor de Chinese National Speed Skating Cup.

## IJsbanen
- 400 meter (5200 m²)
- 40 x 20 m (800 m²)
- 16 x 47 m (752 m²) (curlingbaan)